# Коровайка тонкодзьоба
Коровайка тонкодзьоба (Plegadis ridgwayi) — вид пеліканоподібних птахів родини ібісових (Threskiornithidae).

## Поширення
Коровайка тонкодзьоба поширена на високогір'ях Анд від центральної частини Перу на південь до Болівії, крайньої півночі Чилі та північно-заходу Аргентини. Бродяжні птахи трапляються також на узбережжі Перу. Природними середовищами існування є болота та озера.

## Опис
Вид досить схожий на звичайну коровайку та деякий час вважався її підвидом. Оперення глянцеве коричневе, з металевим зеленкуватим відтінком на крилах та хвості. Навколо основи дзьоба є неоперена ділянка коричневого кольору. Дзьоб блідо-червоний і тонкий (у звичайної коровайки він темно-коричневий і товстіший).

## Спосіб життя
Коровайка тонкодзьоба трапляється на годівлі великими зграями. Харчується різноманітними безхребетними, такими як комахи, п'явки, равлики, раки та дощові черв'яки. Також може поїдати дрібних хребетних (рибу, тритонів та жаб. Цей вид розмножується колоніально на болотах, зазвичай гніздиться в кущах або на низьких деревах. Воліє гніздитися в частинах болота з густою рослинністю. Птах будує гніздо з очерету на острівці серед мілководдя. Відкладає два-три бірюзових яйця. Інкубація триває 20 днів.